# Arłouszczyna
Arłouszczyna (biał. Арлоўшчына; ros. Орловщина, Orłowszczina) – wieś na Białorusi, w obwodzie witebskim, w rejonie orszańskim, w sielsowiecie Zabałaccie.